# Hortensia García
Hortensia "Stretch" López García (também conhecida como Hortencia López; 20 de janeiro de 1930 - 29 de fevereiro de 2016) foi uma lançadora de dardo mexicana-americana, jogadora de softball e de basquete. Representando o México, ela ganhou uma medalha de ouro no dardo nos Jogos Pan-americanos de 1951 inaugurais.
García foi uma das três únicas mulheres enviadas pelo México para competir nos Jogos Pan-americanos de 1951 em Buenos Aires, em comparação com 64 homens mexicanos enviados naquele ano. No lançamento de dardo, ela terminou em quinto lugar na fase preliminar e avançou para as finais, onde arremessou 39,45 metros para levar a medalha de ouro, 1,37m à frente da segunda colocada Amelia Bert, dos EUA. No entanto, seu desempenho foi contestado pela delegação do atletismo do Panamá, que afirmou que apenas quatro atletas deveriam ter sido autorizados a avançar para as finais. Foi o primeiro protesto na história dos Jogos Pan-americanos.
García foi inicialmente desclassificada, levando a atleta panamenha Judith Caballero à medalha de bronze. Mas no dia seguinte, foi anunciado que o protesto não teve sucesso e foi rejeitado. Alguns recordes ainda não indicam a vitória de García, ou indicam sua marca de 32,68m na rodada preliminar como resultado final. No entanto, García era admirado por outras atletas do sexo feminino. Após os Jogos, foi revelado que um corredor chileno roubou os óculos de García para guardar como lembrança.